# Caselas Fútbol Club
El Caselas Fútbol Club es un equipo de fútbol español del municipio gallego de Salceda de Caselas, en la provincia de Pontevedra. Fue fundado en 1967 y juega en la temporada 2022-23 en la Primera Regional Galicia.

## Historia
El equipo nació en 1967, dando continuidad al Salceda Fútbol Club, equipo de aficionados al fútbol del municipio.
En la temporada 1973-74 se clasificó para representar a Galicia en el Campeonato de España de Aficionados, en el que se enfrentó al Castro Urdiales. En la temporada 1976-77 se proclamó campeón de la Segunda Regional, ascendiendo a la denominada Serie A. 
El logro más importante de la historia del equipo se produce en 1992 con el ascenso a Tercera División, categoría en la que se mantuvo siete temporadas de manera consecutiva.

## Estadio
El equipo juega sus partidos como local en el campo municipal de fútbol de A Gándara, con capacidad para 433 espectadores.

## Datos del club
- Temporadas en 1.ª: 0
- Temporadas en 2.ª: 0
- Temporadas en 2ªB: 0
- Temporadas en 3.ª: 9

### Historial por temporadas
| Temporada | Nivel | Categoría  | Puesto |
| --------- | ----- | ---------- | ------ |
| 1977/78   | 5     | Serie A    | 10.º   |
| 1978/79   | 5     | Preferente | 8.º    |
| 1979/80   | 5     | Preferente | 11.º   |
| 1980/81   | 5     | Preferente | 6.º    |
| 1981/82   | 5     | Preferente | 9.º    |
| 1982/83   | 5     | Preferente | 15.º   |
| 1983/84   | 5     | Preferente | 17.º   |
| 1984/85   | 5     | Preferente | 6.º    |
| 1985/86   | 5     | Preferente | 7.º    |
| 1986/87   | 5     | Preferente | 16.º   |
| 1987/88   | 5     | Preferente | 10.º   |
| 1988/89   | 5     | Preferente | 15.º   |
| 1989/90   | 5     | Preferente | 7.º    |
| 1990/91   | 5     | Preferente | 6.º    |
| 1991/92   | 5     | Preferente | 1.º    |

| Temporada | Nivel | Categoría  | Puesto |
| --------- | ----- | ---------- | ------ |
| 1992/93   | 4     | 3.ª        | 14.º   |
| 1993/94   | 4     | 3.ª        | 10.º   |
| 1994/95   | 4     | 3.ª        | 10.º   |
| 1995/96   | 4     | 3.ª        | 5.º    |
| 1996/97   | 4     | 3.ª        | 9.º    |
| 1997/98   | 4     | 3.ª        | 7.º    |
| 1998/99   | 4     | 3.ª        | 16.º   |
| 1999/00   | 5     | Preferente | 1.º    |
| 2000/01   | 4     | 3.ª        | 20.º   |
| 2001/02   | 5     | Preferente | 16.º   |
| 2002/03   | 5     | Preferente | 17.º   |
| 2003/04   | 5     | Preferente | 3.º    |
| 2004/05   | 5     | Preferente | 2.º    |
| 2005/06   | 4     | 3.ª        | 20.º   |
| 2006/07   | 5     | Preferente | 5.º    |

| Temporada | Nivel | Categoría      | Puesto |
| --------- | ----- | -------------- | ------ |
| 2007/08   | 5     | Preferente     | 12.º   |
| 2008/09   | 5     | Preferente     | 10.º   |
| 2009/10   | 5     | Preferente     | 17.º   |
| 2010/11   | 6     | 1.ª Autonómica | 9.º    |
| 2011/12   | 6     | 1.ª Autonómica | 7.º    |
| 2012/13   | 6     | 1.ª Autonómica | 2.º    |
| 2013/14   | 5     | Preferente     | 18.º   |
| 2014/15   | 6     | 1.ª Autonómica | 3.º    |
| 2015/16   | 5     | Preferente     | 15.º   |
| 2016/17   | 5     | Preferente     | 17.º   |
| 2017/18   | 5     | Preferente     | 15.º   |
| 2018/19   | 6     | 1.ª Galicia    | 12.º   |
| 2019/20   | 6     | 1.ª Galicia    | 2.º    |
| 2020/21   | 5     | Preferente     | 3.º    |
| 2021/22   | 5     | Preferente     |        |

## Palmarés
- Preferente Autonómica (2): 1991-92, 1999-00.